# Mycetophila bifida
Mycetophila bifida är en tvåvingeart som beskrevs av Freeman 1954. Mycetophila bifida ingår i släktet Mycetophila och familjen svampmyggor. Inga underarter finns listade i Catalogue of Life.